# Cymbalaria muralis
Cymbalaria muralis là một loài thực vật có hoa trong họ Mã đề. Loài này được P.Gaertn., B.Mey. & Scherb. mô tả khoa học đầu tiên năm 1800.

## Hình ảnh

Hình dáng chung của nhà máy.
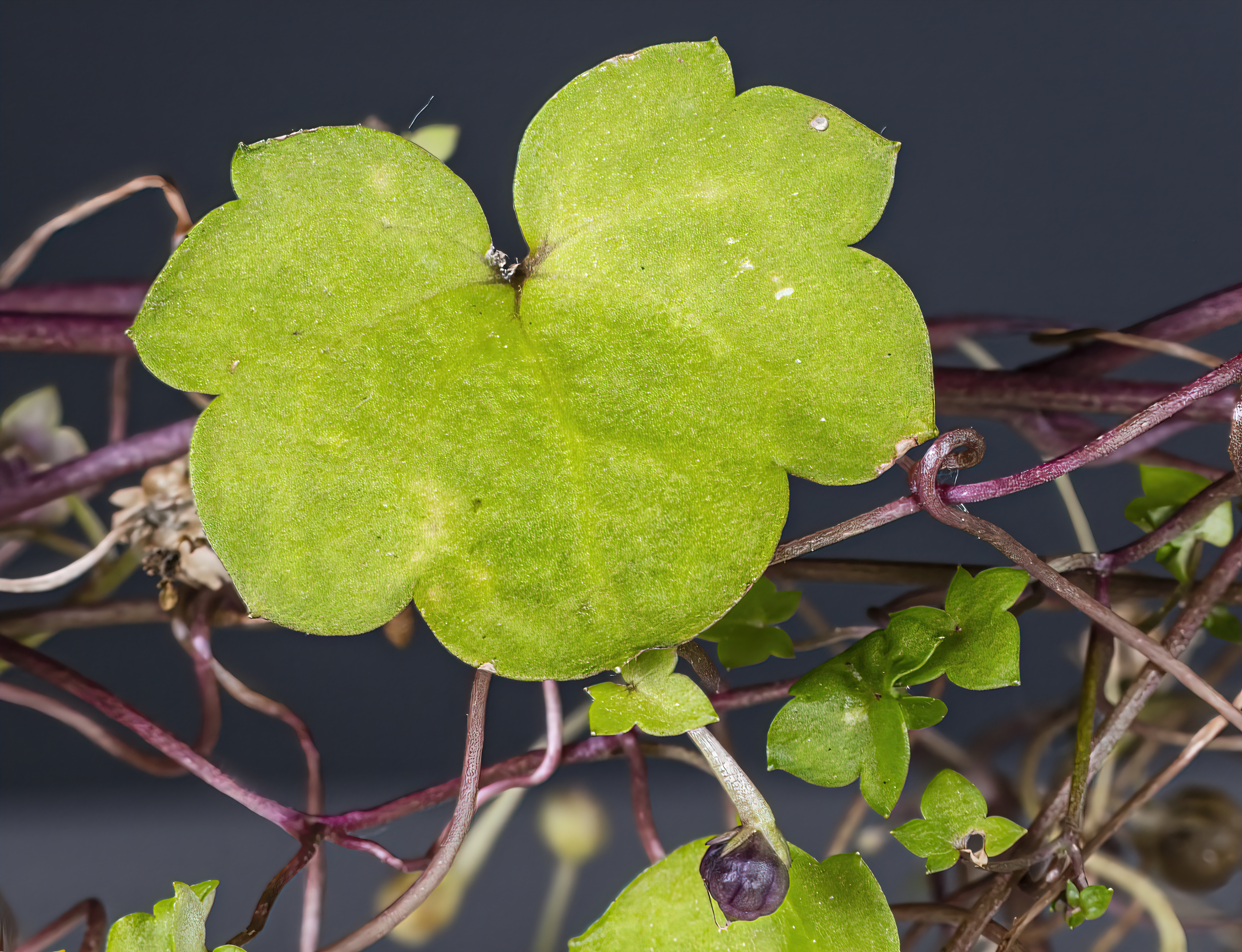
Lá cây. Bông hoa
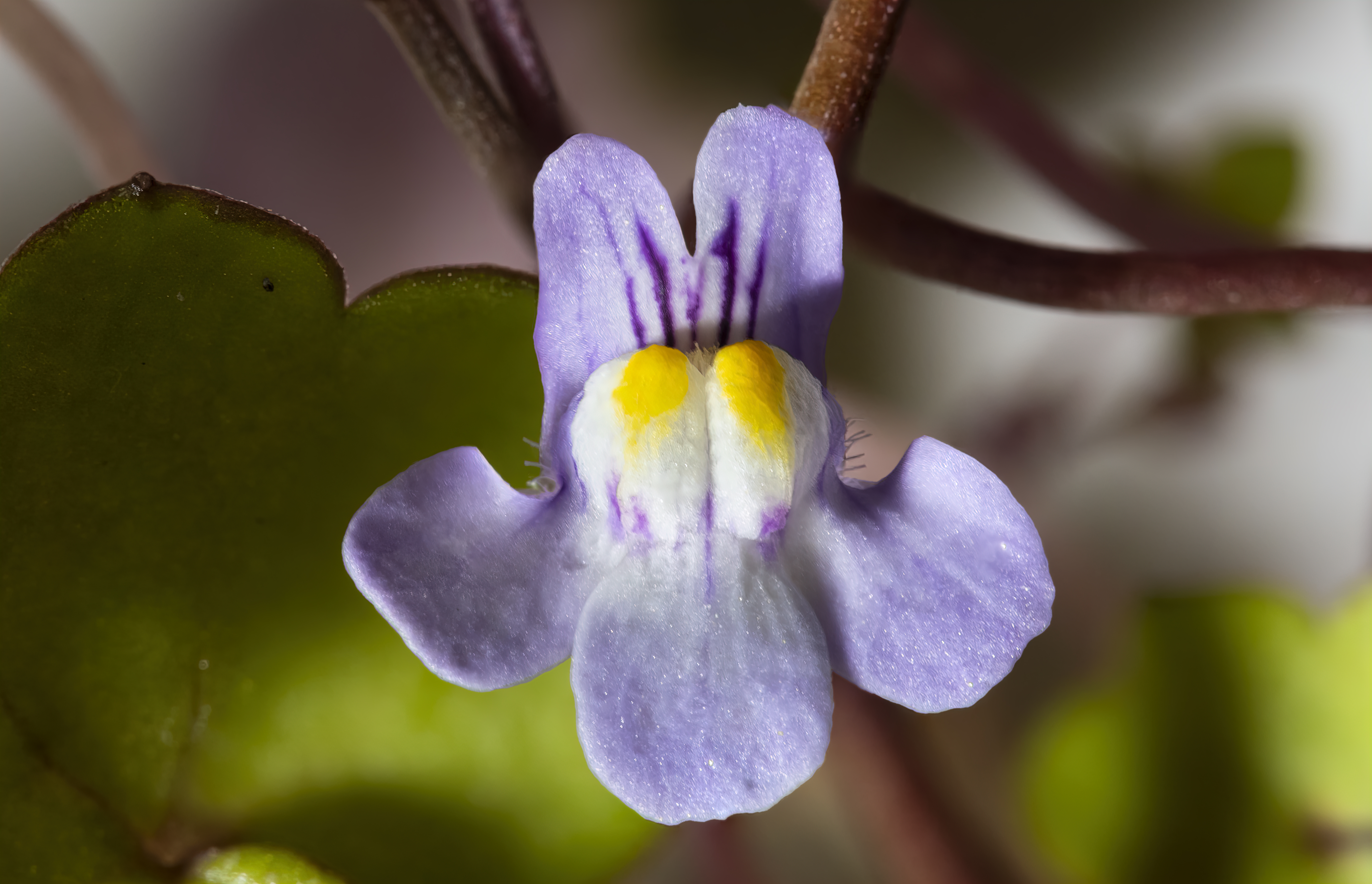
Bông hoa.
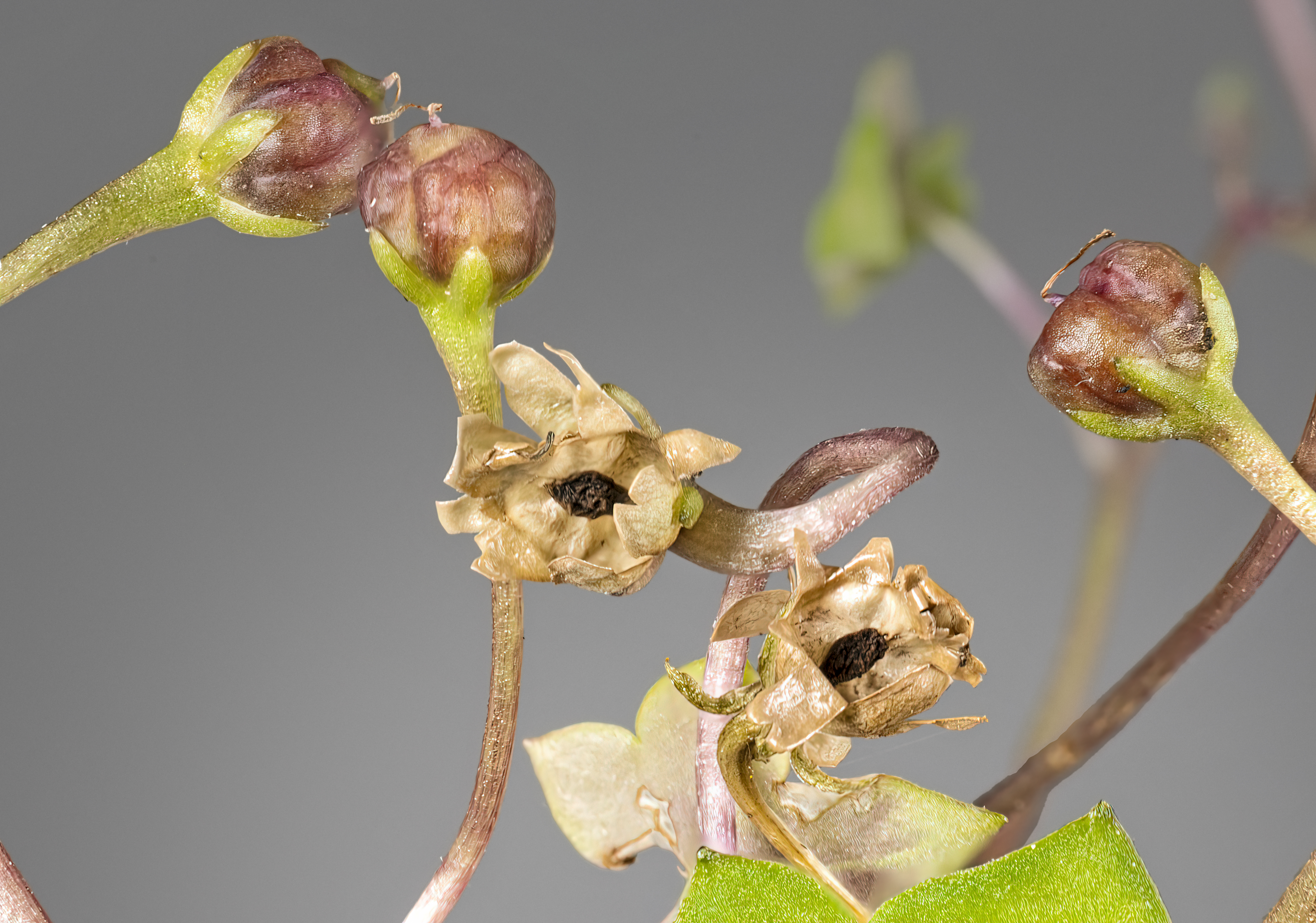
Trái cây